# Tu bandera es un lampo de cielo
Tu bandera es un lampo de cielo ('Jouw vlag is een hemels licht') is het volkslied van het Midden-Amerikaanse land Honduras sinds 1915, het lied is geschreven door Augusto Constancio Coello Estévez en de muziek door Carlos Hartling.
Het volkslied van Honduras is een korte verslaglegging van de geschiedenis van Honduras. De geschiedenis van dit land is door Europeanen geherdefinieerd en gevormd, maar is ook beïnvloed door de oorspronkelijke bewoners. Het volkslied bestaat uit acht verzen, waarvan het eerste het refrein is. Het refrein is een alegorische beschrijving van de vlag en het wapen van Honduras. 

## Spaanse tekst
REFREIN:
Tu bandera es un lampo de cielo
Por un bloque, de nieve cruzado;
Y se ven en su fondo sagrado
Cinco estrellas de pálido azul;
En tu emblema que mar rumoroso
Con sus ondas bravías escuda,
De un volcán, tras la cima desnuda
Hay un astro, de nítida luz.
Couplet 1
India virgen y hermosa dormías
De tus mares al canto sonoro,
Cuando echada en tus cuencas de oro
El audaz navegante te halló;
Y al mirar tu belleza extasiado
Al influjo ideal de tu encanto,
La orla azul de tu espléndido manto
Con su beso de amor consagró.
Couplet 2
De un país donde el sol se levanta,
Mas allá del Atlante azulado,
Aquel hombre que te había soñado
Y en tu busca a la mar se lanzó.
Cuando erguiste la pálida frente,
En la viva ansiedad de tu anhelo,
Bajo el dombo gentil de tu cielo
Ya flotaba un extraño pendón.
Couplet 3
Era inutil que el indio tu amado
Se aprestara a la lucha con ira,
Porque envuelto en su sangre Lempira,
En la noche profunda se hundió;
Y de la épica hazaña, en memoria,
La leyenda tan sólo ha guardado
De un sepulcro el lugar ignorado
Y el severo perfil de un peñón.
Couplet 4
Por tres siglos tus hijos oyeron
El mandato imperioso del amo;
Por tres siglos tu inútil reclamo
En la atmosfera azul se perdió;
Pero un día gloria tu oído
Percibió, poderoso y distante,
Que allá lejos, por sobre el Atlante,
Indignado rugía un León.
Couplet 5
Era Francia, la libre, la heroica,
Que en su sueño de siglos dormida
Despertaba iracunda a la vida
Al reclamo viril de Dantón:
Era Francia, que enviaba a la muerte
La cabeza del Rey consagrado,
Y que alzaba soberbia a su lado,
El Altar de la Diosa razón.
Couplet 6
Tú también, ¡oh mi patria!, te alzaste
De tu sueño servil y profundo;
Tú también enseñastes al mundo
Destrozado el infame eslabón.
Y en tu suelo bendito, tras la alta
Cabellera del monte salvaje,
Como un ave de negro plumaje,
La colonia fugaz se perdió
Couplet 7
Por guardar ese emblema divino,
Marcharemos Oh Patria a la muerte,
Generosa será nuestra suerte,
Si morimos pensando en tu amor.
Defendiendo tu santa bandera
Y en tus pliegues gloriosos cubiertos,
Serán muchos, Oh Honduras tus muertos,
Pero todos caerán con honor.